# Чанинг Тейтъм
Чанинг Тейтъм (на английски: Channing Tatum) е американски актьор и бивш фотомодел. След като започва кариерата си в модния бизнес, той се снима и във филми, като една от най-известните му роли е в Тя е пич.

## Ранни години
Чанинг Тейтъм е роден на 26 април 1980 в Кълман, Алабама. Тейтъм има една сестра. Той има Френски, Ирландски и Американски произход. Неговото семейство се премества на Мисисипи, когато той е на шест години, макар че посещава Алабама всяко лято, където неговите баба и дядо все още живеят. Тейтъм израства по поречието на Река Мисисипи, където той се наслаждава на дивия живот, включително на „Всички алигатори и гърмящи змии, които едно момче може да преследва, риболов всеки ден, футболна лига Pop Warner и други подобни неща“. Тейтъм е атлетичен, докато расте, играе футбол, бейзбол и се подготвя за военно училище, макар че той казва, че „девойките са неговото най-голямо увлечение в училище“. През девети клас, той „има възможност или да учи във военно училище или в частно училище“. Той избира частното Католическо Училище за средно образование в Тампа, Флорида. Той завърша през 1998 и е гласуван от за най-атлетичен. След това, Тейтъм спечелва футболна стипендия на Glenville State College в Западна Вирджиния, но бързо изгубва интерес към спорта и отказва стипендията, като казва, че не му допадат изискванията на американския футбол.

## Кариера
Първият опит на Тейтъм е в модния бизнес, като фотомодел. Участва като танцьор, във видеоклипа на Рики Мартин за песента “She Bangs“, след прослушване в Орландо, Флорида; за работата получава $400. Впоследствие подписва с модна агенция от Майями, Страница 305 (кодекса на Модната Агенция) включва и появяване на корицата на Vogue. Той скоро се появява и в рекламите на Abercrombie & Fitch, Nautica, Dolce & Gabbana, American Eagle Outfitters. Тейтъм се снима също в рекламите на American Eagle Outfitters, Pepsi и Mountain Dew, и е избран за един от „50 най-красиви лица“ за месец октомври 2001.
Чанинг твърди, че кариерата му на фотомодел е помогнала в живота му и по-точно за това да направи живота си и този на семейството му по-лесен. Защото той никога не е знаел, какво иска да прави с живота си и след като се е захванал с професията на модел близките му вече не са се тревожили за него. Той е способен да изследва живота. И докато го е изследвал открил голямата си страст към изкуството, това че обича писането, актьорската игра и всички неща, който предизвикват чувствеността му. ”Осъзнах, че ми е даден шанс да изляза навън и да видя света, да видя всички неща там. Не всеки получава този шанс!“ Тейтъм започва своята актьорска кариера през 2004 година, появявайки се в телевизионния сериал CSI: Miami. Неговата първа отличителна роля е през 2005 в училищната драма Coach Carter. В ролята на Джейсън Лайл – умно улично момче, което играе много добре баскетбол.
Чанинг също се появява и във видеото на туиста „HOPE“, чиято песен е саундтрак на филма „HOPE“. През същата година Чанинг играе незначителна роля във филма Войната на световете, също и един от топ мотокрос рейсърите в „SUPERCROSS“ и поддържаща роля във „HAVOC“. Както се разбира Тейтъм си взима почивка от професията си на модел, за да се концентрира върху актьорската си кариера. Сексапилният актьор предпочита да прави по зрели филми, за което по-късно му се отдават много добри възможности.
Явява се на кастинг за ролята на Чингиз Хан във филма „Mongol“, но за ролята го измества Таданобу Асано. Прослушват го също за ролята на Гамбит в X-Men: The Last Stand, но не участва, защото героят му внезапно бива премахнат от филма. Филмовият продуцент Lauren Shuler Donner харесва Тейтъм за ролята на Duke Orsino във филма „Тя е пич“, където героят му има любовен интерес към героинята на Аманада Байнс. Премиерата на филма е на 17 март 2006 година.
Най-запомнящите се роли на Тейтъм са във филма „Step UP“, денс романс, чиято премиера е на 11 август 2006. ”Наръчник на откриеш светците си“ (A Guide to Recognizing Your Saints), в чийто римеик от 1980 участва в ролята на Антонио – уличен младеж от Астория щата Куйнс. Чанинг описва ролята си в този филм като неговата първата драматична роля. Изпълнението му предизвиква само позитивни отзиви, когато през 2006 на филмовия фестивал Sundance Film Festival, където е и премиерата на въпросния филм, печели награда за „независим дух“ и е номиниран за „поддържащ мъжка роля“. Следващата роля на актьора е във филм на режисьора Kimberly Peirce наречен Stop-Loss, който разказва за войник завърнал се у дома след войната в Ирак. Другият проект е на режисьора Stuart Townsend наречен Battle in Seattle, разказващ за големите протести през 1999 на Световната организация на занаятчиите в Сиатъл.
Очаква се Тейтъм да играе и във филма на съпругата на Том Ханкс – Рита Уилсън, наречен The Trap.
Чанинг също е избран и да играе във филма на Линдзи Лоан, Шърли МакКлейн, Олимпия Дукасис и Росарио Даунсън „Poor Things”, но вероятно ролята ще пропадне заради конфликти в екипа. Актьорът ще се преобрази във войник отново във филм отново на „New Line Cinema“, създаден по идея на писателя Николас Спаркс върху книгата му „Dear John“, както ще се нарича и филма. Ще участва сущо и във филма на Кристофър МакКуеър „The Standford Prison Experiment“, ще го гледаме и в психото „Push“. Също така и в драмата за виетнамската война „Pinkville“ заедно с Брус Уилис.

## Филмография
- „Треньорът Картър“ (Coach Carter, 2005)
- „Supercross“ (2005)
- „Havoc“ (2005)
- „Тя е пич“ (She's the Man, 2006)
- „В ритъма на танца“ (Step Up, 2006)
- „A Guide to Recognizing Your Saints“ (2006)
- „Капанът“ (The Trap, 2007)
- „Невъзможно завръщане“ (Stop-loss, 2008)
- „Step Up 2 the Streets“ (2008)
- „Битка в Сиатъл“ (Battle in Seattle, 2008)
- „Parkour“ (2009)
- „Уличен бой“ (Fighting, 2009)
- „G.I. Joe: Изгревът на кобра“ (G.I. Joe: The Rise of Cobra, 2009)
- „С дъх на канела“ (Dear John, 2010)
- „Обществени врагове“ (Public Enemies, 2009)
- „Да кажа или да не кажа?“ (The Dilemma, 2011)
- „Корумпирани ченгета“ (The Son of No One, 2011)
- „Мокри поръчки“ (Haywire, 2011)
- „Орелът“ (The Eagle, 2011)
- „Сватбен обет“ (The Vow, 2012)
- „Внедрени в час“ (21 Jump Street, 2012)
- „Професия: Стриптийзьор“ (Magic Mike, 2012)
- „G.I. Joe: Ответен удар“ (G.I. Joe: Retaliation, 2013)
- „Белият дом: Под заплаха“ (White House Down, 2013)
- „Странични ефекти“ (Side Effects, 2013)
- „Внедрени в час 2“ (22 Jump Street, 2014)
- „Книгата на живота“ (The Book of Life, 2014)
- „Ловец на лисици“ (Foxcatcher, 2014)
- „Пътят на Юпитер“ (Jupiter Ascending, 2015)
- „Омразната осморка“ (The Hateful Eight, 2015)
- „Професия: Стриптийзьор 2“ (Magic Mike XXL, 2015)
- „Аве, Цезаре!“ (Hail, Caesar!, 2016)
- „Дедпул и Върколака“ (Deadpool & Wolverine, 2024)

## Награди и номинации
| Година | Категория                        | Награда                                                                 | Филм                                                  | Резултат  |
| ------ | -------------------------------- | ----------------------------------------------------------------------- | ----------------------------------------------------- | --------- |
| 2006   | Independent Spirit Award         | Най-добър поддържащ актьор                                              | ”Ръководство за разпознаването на светиите”           | Номиниран |
| 2006   | Sundance Film Festival           | Special Jury Prize, Shared with A Guide to Recognizing Your Saints cast | ”Ръководство за разпознаването на светиите”           | Спечелил  |
| 2008   | Награди Изборът на тийнейджърите | Избор на кино-актьор: Драма                                             | Невъзможно завръщане                                  | Спечелил  |
| 2008   | Награди Изборът на тийнейджърите | Избор на филм: Драма, заедно с екипа на Step Up 2: The Streets          | Step Up 2: The Streets                                | Спечелил  |
| 2008   | Награди Изборът на тийнейджърите | Choice MySpacer                                                         |                                                       | Номинация |
| 2009   | Награди Изборът на тийнейджърите | Избор на кино-актьор: Драма                                             | Уличен бой                                            | Номиниран |
| 2010   | Награди на MTV за филми          | Най-добро мъжко изпълнение                                              | С дъх на канела                                       | Номиниран |
| 2010   | Награди на MTV за филми          | Best Ass Kicking Star                                                   | G.I. Joe: Изгревът на кобра                           | Номиниран |
| 2010   | Награди Изборът на тийнейджърите | Избор на кино-актьор: Екшън, приключенски                               | G.I. Joe: Изгревът на кобра                           | Спечелил  |
| 2010   | Награди Изборът на тийнейджърите | Избор на кино-актьор: Драма                                             | С дъх на канела                                       | Номиниран |
| 2010   | Награди Изборът на тийнейджърите | Избор на филм: Химия с Аманда Сейфрид                                   | С дъх на канела                                       | Номиниран |
| 2012   | Награди на MTV за филми          | Най-добро мъжко изпълнение                                              | Сватбен обет                                          | Номиниран |
| 2012   | Награди на MTV за филми          | Най-добра целувка with Рейчъл Макадамс                                  | Сватбен обет                                          | Номиниран |
| 2012   | Награди на MTV за филми          | Най-добър бой с Джона Хил                                               | Внедрени в час                                        | Номиниран |
| 2012   | Награди на MTV за филми          | Най-добра роля, споделена с екипа на Внедрени в час                     | Внедрени в час                                        | Номиниран |
| 2012   | Награди Изборът на тийнейджърите | Избор на кино-актьор: Драма                                             | Сватбен обет                                          | Номиниран |
| 2012   | Награди Изборът на тийнейджърите | Избор на кино-актьор: Комедия                                           | „Внедрени в час“                                      | Спечелил  |
| 2012   | Награди Изборът на тийнейджърите | Избор на филм: Химия с Джона Хил                                        | Внедрени в час                                        | Номиниран |
| 2012   | Награди Изборът на тийнейджърите | Choice Movie Liplock с Рейчъл Макадамс                                  | Сватбен обет                                          | Номиниран |
| 2012   | Награди Изборът на тийнейджърите | Choice Movie Hissy Fit с Джона Хил                                      | Внедрени в час                                        | Номиниран |
| 2012   | Награди Изборът на тийнейджърите | Избор на кино актьор: Романс                                            | Сватбен обет                                          | Номиниран |
| 2012   | Награда на публиката             | Любим кино-актьор                                                       | Професия: Стриптийзьор, Внедрени в час и Сватбен обет | Номиниран |
| 2012   | Награда на публиката             | Любим комик                                                             | Внедрени в час                                        | Номиниран |
| 2012   | Награда на публиката             | Любим драматичен кино-актьор                                            | Сватбен обет и Професия: Стриптийзьор                 | Номиниран |
| 2013   | Музикални награди на MTV         | Най-добър музикален момент                                              | Професия: Стриптийзьор                                | Номиниран |
| 2014   | Музикални награди на MTV         | Най-добър герой                                                         | Белият дом: Под заплаха                               | Номиниран |